# Mi-8 (航空機)
Mi-8
ロシア航空のMi-8PS-7
- 用途：輸送ヘリコプター
- 製造者：ミル設計局
- 運用者

  - 朝鮮人民軍空軍
  - 旧東側他80ヶ国
- 初飛行：1961年7月9日
- 生産数：12,000機
- 運用開始：1967年
- 運用状況：現役
- サブタイプ：

  - Mi-9
  - Mi-8TM/Mi-17
- 派生型：

  - Mi-14 ヘイズ
  - Mi-24 ハインド

Mi-8（ミル8；ロシア語: Ми-8ミー・ヴォースィェミ）は、ソビエト連邦のミル設計局で開発されたヘリコプターである。北大西洋条約機構（NATO）の使用したNATOコードネームでは「ヒップ」（Hip）と呼ばれた。
1961年にMi-4を改造した原型機が初飛行した。

## 概要
単純で頑丈な構造と汎用性の高さが特徴で、軍用、民間含めて12,000機以上が生産されている。ロシア国内のメーカーでMi-38やKa-60などといった後継機が開発された現在も製造・販売が行われており、旧東側諸国、アフリカ諸国だけでなくドイツの警察、アメリカの航空会社でも使用され、コミューター機としての使用や個人、企業の所有機も存在する。
軍用型は特に旧共産圏やアフリカ諸国に輸出され、第一線機として使用されている。
日本では朝日航洋が特注の改装仕様であるMi-8PAを一機（登録番号：JA9549）を購入、重量物の空輸や木材搬出のために使用したが、設計基準の違いで旅客輸送は認可されていなかった（機内に座席は設置されていた）。この機体は10年間の飛行中、機材上の不具合がほとんどなく、この間の整備費は1時間あたりに換算して500円という安さで機外の騒音に対する苦情も少なかった。この機体は引退後、所沢航空発祥記念館に寄贈されている。
2020年10月2日、ロシアのMi-8が、知床岬冲を領空侵犯した。航空自衛隊の戦闘機がスクランブルし、機体には医療・保健機関を示す赤色の十字が施されていた。
輸送機のほか、限定的に攻撃ヘリコプターとしても機能する。ボスニア・ヘルツェゴビナ紛争では、セルビア軍が機体に機銃を追加しアメリカ合衆国の無人機を撃墜したほか、ロシアによるウクライナ侵攻では、ウクライナ軍が同様にロシア軍のドローンを機銃で撃墜している。

## 派生型

### 試作機
V-8 ヒップA
Mi-4を改造した原型機。1961年6月24日に初飛行。動力源はAI-24Vガスタービンエンジンを1基搭載。
B-8A/Mi-8 ヒップB
TV2-117ガスタービンエンジンを2基に増設した試作機。
V-8AT
試作3号機。
V-8AP
試作4号機。
Mi-8TG
LPGで稼働するエンジンを搭載した試作機。

### 量産機

#### 軍用型

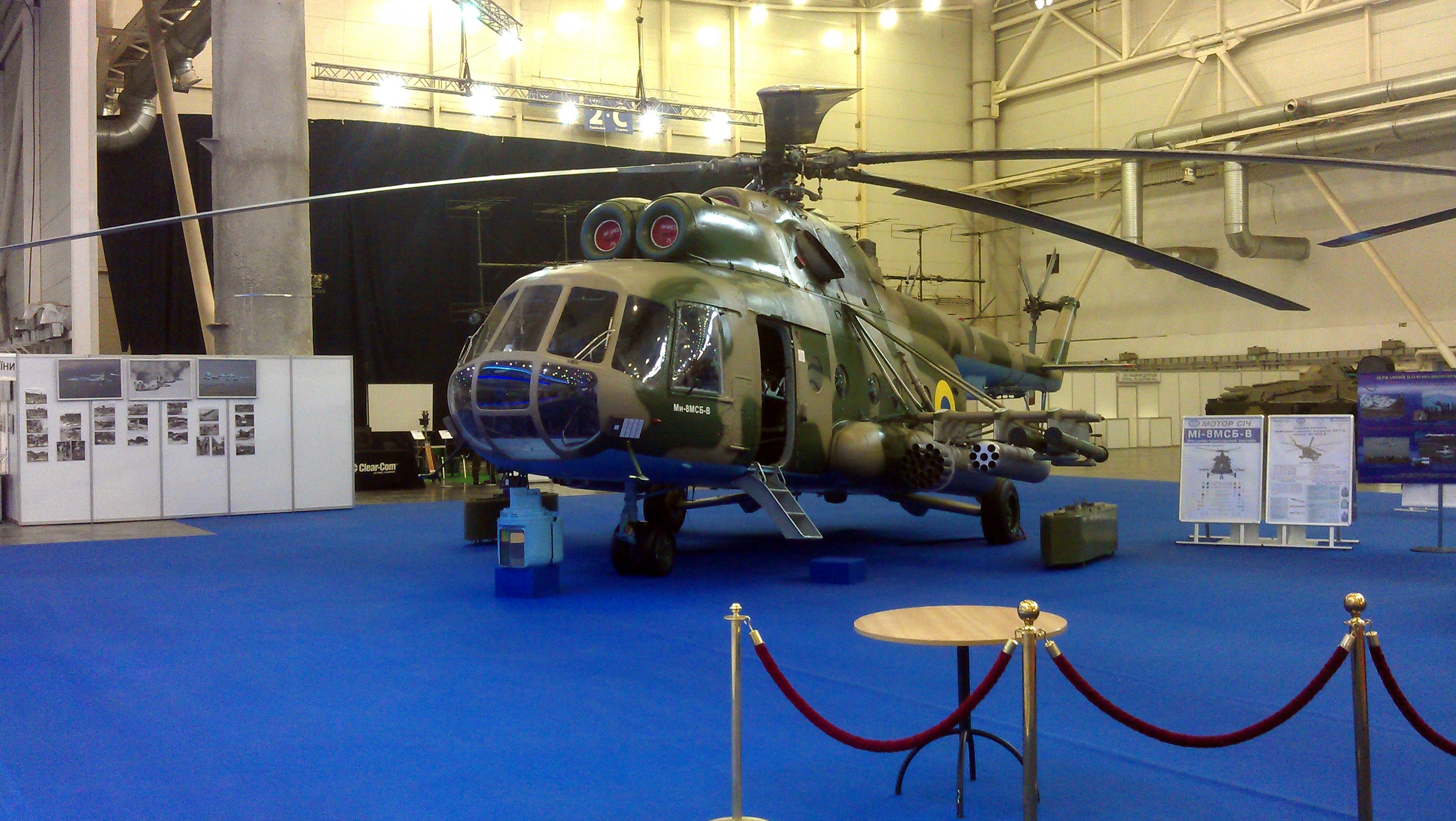
Mi-8MSB-V（Mi-8MSBの軍用モデル）

Mi-8T ヒップC
軍用輸送型。キャビンに兵士を多数搭乗できるほか、パイロンにUV-16-57無誘導ロケットポッドを合計4基、機体側面にPK機関銃を1ないし2挺装備可能。ロシア(旧ソ連)以外にもポーランド、ルーマニア、ハンガリー、メキシコ、チェコ、ボスニア、フィンランド、エストニア、ユーゴスラビア、シエラレオネ、アゼルバイジャン、セルビア、アルバニア、インド、リトアニア、スーダン、ウクライナ、ボスニア、カンボジア、ラオス、モンゴル、ブルガリア、クロアチア、東ドイツ、イラク,
ペルー、モンテネグロ、中国、リビアでも運用された。
Mi-8TS
シリア空軍向けのMi-8Tで乾燥した気象条件でも運用可能。
Mi-8TV ヒップC
Mi-8Tの後期生産型。9M14マリュートカ対戦車ミサイル発射器4基、12.7mm機関銃、AT-2を装備。操縦席とエンジンなどを装甲で覆ったもの。初期はMi-8TBと呼ばれていた。ロシア以外にもキューバで運用。
Mi-8TVK ヒップE
ガンシップまたは直接支援型機体。ハードポイントが6基に増え、機首にKV-4・12.7 mm旋回機関銃、両側にUV-32-57ロケット弾ポッド 6 基(57mm S-5ロケット弾装備)、250kg爆弾、AT-2スワッターATGM発射器4 基を装備可能。旧称Mi-8TB。ロシア、東ドイツ、エストニア、ペルー、キューバ、ボスニアで運用された。
Mi-8TBK ヒップF
東ドイツ向けのTVK型。9M14マリュートカ対戦車ミサイル発射器6基を装備可能。
Mi-8IV ヒップG
機上アンテナと尾部のドップラーレーダーが特徴のイヴォルガシステムを装備した空挺指揮型。ロシア軍で運用。
Mi-8PPA ヒップK
無線通信妨害装置であるポーレシステムを備えた攪乱型。1980 年からアカーツィヤシステムが搭載された。機体後部の両側に 6 つの「X」字型アンテナを搭載。戦闘時は兵員輸送型を護衛し、敵の対空自走砲のレーダーを妨害する。導入当初はMi-8PPと呼ばれていた。ロシアとウクライナ、スロバキア、ベラルーシ、チェコで運用。
Mi-8PD
ポーランド軍向けの空中指揮型。
Mi-8SMV ヒップJ
「スマルタV」システムを搭載した無線通信妨害型。機体の両側に装置の収納箱を搭載しており、敵の防空手段から味方の地上攻撃機を保護するために使用。ロシアとベラルーシで運用された。
Mi-8VKP ヒップD
両脇に長方形にされた通信装置のキャニスターと、胴体後部にフレーム型アンテナを装備した空中通信型。別の名称はMi-8VzPU。ロシア、ウクライナ、東ドイツで運用。
Mi-8AD
VSM-1ディスペンサー4基を装備した地雷敷設型。
Mi-8AV
VMP-1またはVMP-2地雷敷設機を搭載した型式。64発～200発まで敷設可能。
Mi-8BT
地雷処理型。
Mi-8MBビセクトリサ
負傷者輸送用。
Mi-8R
Grebeshok-5エリントシステムを搭載した戦術偵察型。一部からはMi-8GRとも呼ばれている。
Mi-8K
砲兵観測または偵察型。
Mi-8SMT
R-832無線機とR-111無線機を装備した指揮所輸送型だが試作で終わった。
Mi-8SKA
写真偵察型。
Mi-8SP
宇宙船の追跡並びに搭乗員を回収する特殊用途型。
Mi-8T(K)
Mi-8Tを元にした写真偵察型。
Mi-8TZ
燃料輸送型。
Mi-8MTYu
1機製造されたウクライナ空軍向けの特殊任務型。地上に帰還した宇宙船などの小さな地上目標を捜索するために、機首にレーダーを装備。
Mi-8MTO
夜間任務型。
Mi-8MTKO
暗視装置と照明装置を装備した型式。

Mi-8VZPU/VPK
空中指揮通信機。
Mi-8SMV ヒップJ
電子戦機。胴体両側面に大型アンテナを搭載。センサー類も追加装備している。
Mi-8PPA ヒップK
電子戦機。SMVの輸出用。
Mi-8PD
空中指揮管制機。ポーランドが運用。
Mi-8MB
救急救難仕様機で負傷者の輸送可能。ロシア国内で運用。
Mi-8-8AMTSh
夜間攻撃機。9M120 アターカVを装備している。
Mi-8MSB（Мі-8МСБ）
ウクライナのモトール・シーチが開発した改良型。エンジンはMi-8MT/Mi-17と同じ系列のTV3-117VMA-SB1MV 4Eを搭載しているが、テイルローターはそれ以前のMi-8系列機と同様に右舷側に配置されている。

#### 民間向け
Mi-8TL
森林火災用の消防ヘリコプター型。
Mi-8MA
極地調査機
Mi-8MTV
MT型の民間向け。与圧式客室を採用。輸出用はMi-17M/Vと呼ばれる。
Mi-8MSB
民間航空向けに製造された旅客輸送型。
Mi-8P
民間向け。貨物・旅客輸送用。客室用に正方形の窓を設けて最大32人の乗客を輸送可能。後部クラムシェルドアの合わせ目にランプドアを追加。2 基の 1,700 馬力 (1,300 kW) クリモフ TV2-117A ターボシャフト エンジンを搭載。
Mi-8Sサロン
旅客、VIP輸送用で9～11名の座席と調理場、トイレを装備している。
Mi-8MPS
マレーシアの消防救難局で運用されている捜索救難機型。
Mi-8MA
北極などの極地探査用。
Mi-8MTフライングクレーン
重量物クレーンを装備した吊り上げ用。
Mi-8AT ヒップC
TV2-117AGターボシャフトエンジンを搭載した民間輸送用。
Mi-8ATS
ホッパーと散布装置を装備した農作業向け。
Mi-8TL
航空事故調査型。
Mi-8TM
気象レーダーを装備した民間輸送型。
Mi-8TS
熱帯や沙漠地帯での運用を想定した輸送型。
Mi-8VIP
宿泊施設を搭載したVIP輸送型。
Mi-8PA
日本の朝日航空が運用した、日本国内規制に適合する型式。1機のみが作られた。

#### その他
Mi-8MT
エンジンをクリーモフTV-3-117-MT ターボシャフトエンジンに換装。輸出用はMi-17（NATOコードネーム：ヒップH）と呼ばれる。
Mi-9（Mi-8IV）
空中指揮通信機。アンテナが戦闘室後部から突出している。
Mi-14
海軍向けの水陸両用ヘリコプター。NATOコードネームは『ヘイズ』。
Mi-18
Mi-8MTの改良型。ペレストロイカに伴い開発中止。
Mi-24
Mi-8を元に開発された攻撃ヘリコプター。NATOコードネームは『ハインド』。

## 使用国
- アゼルバイジャン - 2024年時点で、アゼルバイジャン空軍が8機のMi-8を保有[4]。
- アルジェリア
- アルバニア
- アンギラ
- アンゴラ
- イエメン
- イラク
- イラン
- インド
- インドネシア
- ウガンダ
- ウクライナ
- ウズベキスタン - 2023年時点で、ウズベキスタン空軍および防空軍が52機のMi-8を保有[5]。
- エジプト
- エストニア：国境警備隊
- エチオピア
- ガーナ
- カザフスタン
- カンボジア
- 北朝鮮
- ギニアビサウ
- キューバ
- キルギス - 2023年時点で、キルギス空軍が8機のMi-8、4機のMi-8MTを保有[6]。
- ジョージア
- クロアチア
- ケニア：警察
- ザンビア
- シエラレオネ - 2024年時点で、シエラレオネ軍が2機のMi-8/17を保有（稼働状態は疑問）[7]。
- ジブチ - 2024年時点で、ジブチ空軍が1機のMi-8Tを保有[8]。
- シリア
- スーダン
- スリランカ
- スロバキア
- セルビア
- ソマリア
- タジキスタン - 2023年時点で、タジキスタン空軍及び防空軍がMi-8とM-17TMを合わせて11機保有[9]。
- チェコ

- 中国
- ドイツ[注 1]
- トルクメニスタン - 2024年時点で、トルクメニスタン空軍が6機のMi-8を保有[10]。
- ニカラグア
- ネパール：陸軍航空隊
- パキスタン
- ハンガリー
- バングラデシュ
- フィンランド
- ブータン
- ブルガリア - ブルガリア空軍が運用[11]。退役済み[12]。
- ブルキナファソ
- ベトナム
- ベネズエラ
- ベラルーシ
- ペルー
- ポーランド
- ボスニア・ヘルツェゴビナ
- 北マケドニア
- マダガスカル
- マリ
- マレーシア
- ミャンマー
- 南アフリカ共和国
- メキシコ
- モザンビーク
- モルディブ
- モルドバ - 2023年時点で、モルドバ空軍が2機のMi-8PSを保有[13]。
- モンゴル
- ラオス
- ラトビア
- リトアニア
- リビア
- ルーマニア
- ロシア
- アメリカ合衆国：空軍の訓練用
- イラク領クルディスタン

### 使用企業
- アゼルバイジャン：アゼルバイジャン航空
- アメリカ：ブラックウォーターUSA
- キューバ：（Aerogaviota）
- シエラレオネ：パラマウント航空

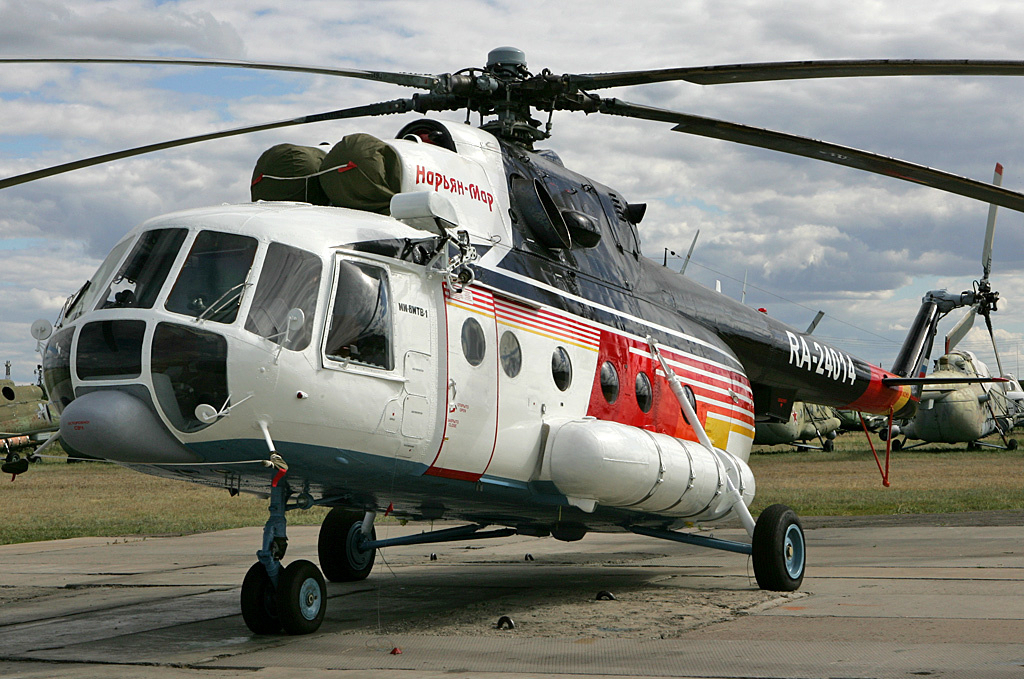
ナリヤン・マル連合航空のMi-8MTV-1

- スロヴァキア：（Air Transport Europe）
- 中国
  - 中国北方航空
  - 東方通用航空（Mi-17）
- トルクメニスタン：トルクメニスタン航空
- ブルガリア：バルカンブルガリア航空（Balkan Bulgarian Airlines）
- ベトナム：ベトナムエアサービス（VASCO - Vietnam Air Services）
- ポーランド：LOTポーランド航空
- 日本：朝日航洋
- 南アフリカ共和国：（UTair South Africa）
- ロシア
  - アエロフロート
  - （Altay Airlines）
  - タイガ・エア
  - （Baltiiskie Avialinii）
  - （Barkol）
  - （Kazan Enterprise）
  - ウラジオストク航空
- 北朝鮮：高麗航空
- モンゴル：MIAT モンゴル国営航空

## 性能・主要諸元
- 初飛行：1961年
- 主回転翼直径：21.29m
- 全長：18.17m
- 全幅：5.65m
- 全高：5.65m
- 自重：7,260kg
- 通常離陸重量：9,800kg
- 最大離陸重量：10,800kg
- 発動機：クリーモフTV2-117A（ロシア語版）ターボシャフト×2
- 出力：1,700hp×2
- 超過禁止速度：260km/h
- 巡航速度：180km/h
- 航続距離：445-500km
- 上昇率：549m/min
- 実用上昇限度：4,500m
- 乗員：2名
- 武装：（軍用型のみ）
  - S-5 57mmロケット弾ポッド×4
  - S-8 80mmロケット弾ポッド×2
  - AT-2（英語版）対戦車ミサイル×4
  - AT-3 対戦車ミサイル×6
  - 250kg爆弾×4
  - 500kg爆弾×2
  - 12.7mmガンポッド×2 など

## 登場作品

### 映画
『007 ダイ・アナザー・デイ』
アバンタイトルにて、T型が朝鮮人民軍のヘリコプターとして登場。白・青・赤の3色によるカラーリングが施され、朝鮮人民軍所属を示す丸で囲まれた赤い星のラウンデルが描かれ、機首の側面には「Mi-8T」と表記されている。また、機体上部のエンジンの側面には機体番号と思しき「P-71」の表記がある。
北朝鮮の最高指導者であるムーン将軍の息子にして、北朝鮮側の非武装地帯にある基地の司令官であるムーン大佐と裏取引をしようとしていた紛争ダイヤモンドの密売人のヴァン・ビヨークを乗せて基地へ向けて飛行中のところを、主人公、ジェームズ・ボンドと仲間の工作員2人によって誤誘導され、着陸したところでビヨークが所持していたダイヤモンドの運搬ケースと彼が胸ポケットに入れていたサングラス共々奪われる。その後、ボンドはビヨークに成りすましてムーン大佐と接触するが、ボンドの正体を密告によって知ったムーン大佐によって、ビヨークとの取引のために用意されていた武器の1つである携帯対戦車砲から劣化ウラン製の砲弾を何発も撃ち込まれて破壊され、機内に待機していた工作員2人は死亡し、ボンドもその場で捕えられた。
なお、この破壊シーンにおいてはCGや模型は使用されず、実機がそのまま使われている。
『ウルフ・オブ・ウォー ネイビー・シールズ傭兵部隊 vs PLA特殊部隊』
中国人民解放軍のヘリコプターとして登場。中盤、演習場にて元ネイビー・シールズの傭兵、トム・キャット率いる傭兵団の襲撃を受けるも、演習用の訓練弾しか手元にないため有効な反撃手段を持たない主人公、レイ・フェンが属する特殊部隊「戦狼」に対し、実弾や手榴弾多数を収納したパラシュート付きのケース複数を空中投下した。
『グッバイ、レーニン!』
解体された東ベルリンのレーニン像を空輸するヘリとして登場。
『ステルス』
朝鮮人民軍のヘリコプターとして登場。ロケット弾ポッドで武装しており、主人公たちを追い詰める。

### 漫画・アニメ
『FUTURE WAR 198X年』
原潜沈没後の米ソ対立の中、沿海州に集結。その後、Mi-24と共に大編隊でイラン北部に飛来する。
『ヨルムンガンド』
スリランカ、ヌワラ・エリヤにて、物資を満載した機体が2機、キャスパーの上空を飛行する。
『名探偵コナン』
98巻に大岡家の所有機とみられる機体が登場。Mi-8かMi-17かは不明。

### 小説
『WORLD WAR Z』
南アフリカ軍機が登場。
『征途』
第3巻に「MIL8」の名称で登場。日本民主主義人民共和国（南北分断国家になった日本の北側）の人民空軍が使用する。

### ゲーム
『Operation Flashpoint: Dragon Rising』
中国人民解放軍の兵器として登場。輸送型とロケット弾ポッドを搭載した攻撃型がある。プレイヤーも操縦可能。
『オペレーションゴースト』
第4ステージ第1エリア終盤で敵機として4機現れる。プレイヤーはFIM-92 スティンガーでこれを撃墜する。また、テロ組織のリーダーが乗って逃げる際にも登場する。
『凱歌の号砲 エアランドフォース』
日本を占拠したロシア連邦軍の機体として登場。プレイヤーも購入して使用できる。
『コール オブ デューティシリーズ』
『CoD4』
『CoD:MW2』
ロシア軍が使用する。
『CoD:MW3』
ロシア軍が使用する。
『CoD:BO』
スペツナズが使用する。
『CoD:BO2』
ソ連軍が使用する。
『CoD:AW』
KVAが使用する。

『バトルフィールド ベトナム』
北ベトナム軍のヘリコプターとして、スタブウイングにロケット弾ポッドを搭載した攻撃ヘリ型と何も搭載していない輸送ヘリ型が登場する。